# Kristin Hannah
Kristin Hannah (Garden Grove, 25 de setembre de 1960) és una escriptora nord-americana que ha guanyat nombrosos premis, incloent-hi The Golden Heart, The Maggie i The National Reader's Choice de l'any 1996.

## Biografia
Hannah va néixer a Garden Grove, una població del sud de Califòrnia. Es va graduar en una escola de lleis a Washington i va realitzar la seva pràctica a Seattle. Va publicar el seu primer llibre l'any 1990, convertint-se en una escriptora professional. Ha publicat més d'una vintena de novel·les. Viu a Bainbridge Island, Washington i a Hawaii amb el seu marit i el seu fill.

### Novel·les
- A Handful of Heaven (1991)
- The Enchantment (1992)
- Once in Every Life	(1992)
- If You Believe (1993)
- When Lightnings Strikes (1994)
- Waiting for the Moon (1995)
- Home Again	(1996)
- On Mystic Lake (1999)
- Angel Falls (2000)
- Summer Island (2001)
- Distant Shores (2002)
- Between Sisters (2003)
- The Things We Do for Love (2004)
- Comfort and Joy (2005)
- Magic Hour	(2006)
- Firefly Lane (2008)
- True Colors (2009)
- Winter Garden (2010)
- Night Road (2011)
- Home Front (2012)
- Fly Away (2013)
- The Nightingale (2015)
- The Great Alone (2018)
- The Four Winds (2021)

### Antologies
- " Liar's Moon " a Harvest Hearts (1993)
- Of Love and Life (2000)
- " Liar's Moon " a With Love (2002)

## Cine i TV
Tres de les novel·les de Hannah s'han adaptat per a pel·lícules: Home Front, El rossinyol , i The Great Alone
Firefly Lane es va convertir en una sèrie original de Netflix, protagonitzada per Sarah Chalke i Katherine Heigl, que es va estrenar el 3 de febrer de 2021.